# Kolonkwane
Kolonkwane est une ville du Botswana.